# Carlton Hotel St. Moritz

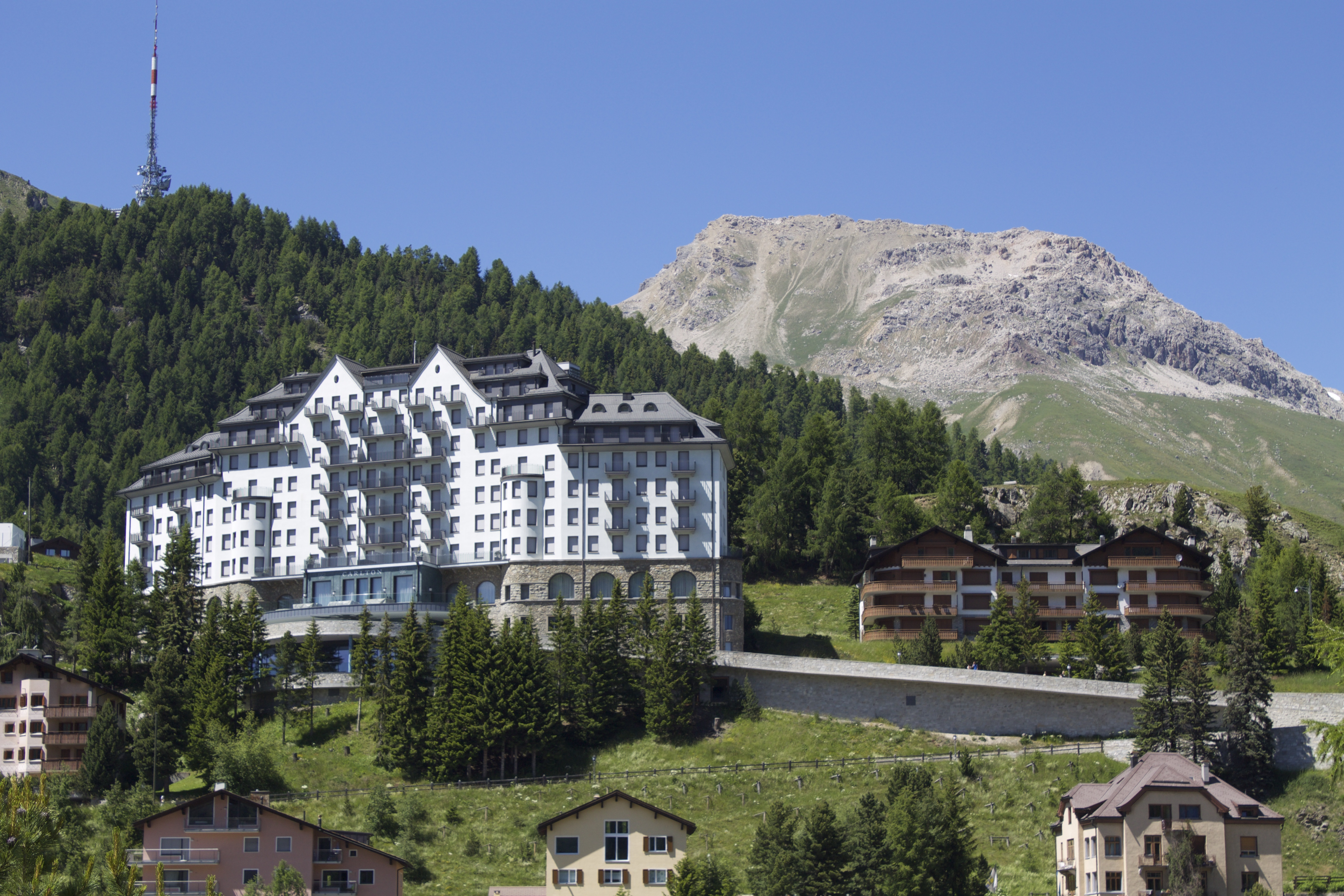
Carlton 2015

Das Carlton Hotel St. Moritz  in St. Moritz wurde vom Architekten Emil Vogt entworfen, in Zusammenarbeit mit dem Architekturbüro Koch & Seiler erbaut und 1913 eröffnet. Es war damit das fünfte Fünf-Sterne-Hotel am Ort. 

## Geschichte
Nach einem erfolgreichen Start des Hotels brach der Erste Weltkrieg aus. Die lange Kriegszeit führte zu einem erheblichen Rückgang der Gästezahl. Das Hotel ging in den Besitz der Schweizerischen Volksbank über. In den 1930er-Jahren wurde das Hotel erfolgreich geführt. Der Zweite Weltkrieg beendete diese Hochphase, im September 1939 wurde das Hotel geschlossen. Erst im Winter 1947/1948 öffnete das Hotel kurzzeitig seine Türen wieder. Es folgten zahlreiche Besitzerwechsel, bis 1987 das Carlton Hotel St. Moritz von der Tschuggen Hotel Group übernommen wurde.
2006–2007 erfolgte die Vollrenovierung des Hotels.
Das Gebäude ist unter der Nummer 3305 in der Denkmalliste von Graubünden eingetragen.

Carlton-Hotel im Jahre 1919, Luftbild von Walter Mittelholzer
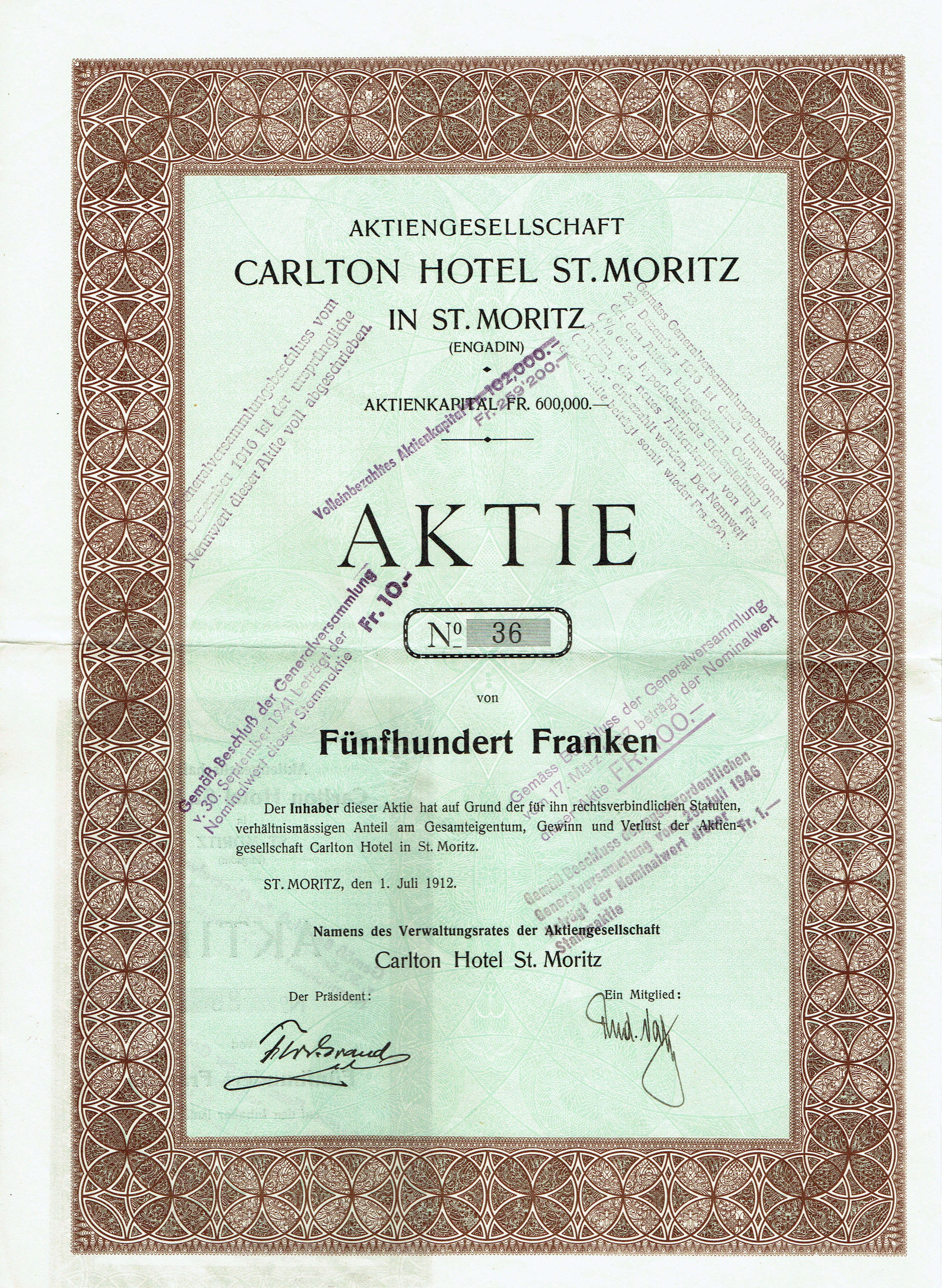
Aktie über 500 Franken der AG Carlton Hotel St. Moritz vom 1. Juli 1912